# Калуст Гулбенкян
Калуст Саркис Гулбенкян (на английски: Calouste Sarkis Gulbenkian) е британски предприемач от арменски произход.
Играе важна роля в развитието на нефтодобива в началото на 20 век. Придобил значително богатство, Гулбенкян завещава голяма част от него за създаването на Фондация Калуст Гулбенкян.

## Биография
Калуст Гулбенкян е роден през 1869 година в квартал Скутари (днес Юскюдар) в Истанбул. Баща му е арменец, който се занимава с внос и износ на нефт. Гулбенкян заминава за Лондон, където учи инженерство, след което пътува до Баку, където се запознава с местната нефтена промишленост.
През 1890-те години се установява в Лондон и се включва в нефтения бизнес. Получава британско поданство през 1902 година. Участва в преговорите по образуването на компанията „Роял Дъч/Шел“ (1907), като придобива значителен дял в нея.
През 1912 година Гулбенкян организира консорциума „Турска петролна компания“ за проучване и разработване на нефтодобив в Ирак, тогава в Османската империя. Проектът е спрян заради започналата Първа световна война. След войната Ирак става британска подмандатна територия и през 1925 година консорциумът получава изключителни права за добива на нефт в страната. През 1928 година е открито първото нефтено находище и дяловете в консорциума са разпределени между няколко европейски компании, като самият Гулбенкян придобива 5%. На следващата година компанията е преименувана на „Иракска петролна компания“, която през 1930-те години се нарежда сред най-големите производители на нефт в света.
Калуст Гулбенкян натрупва огромно богатство и събира в дома си в Париж колекция от произведения на изкуството, която е сред най-големите частни колекции. Още през 1930-те години дарява част от нея на Британската национална галерия и Британския музей.
В началото на Втората световна война получава дипломатически имунитет като пълномощен министър по търговията в легацията на Персия в Париж. Малко по-късно се премества и става министър във френското правителство във Виши.
Напуска Франция (1942) и заминава за Лисабон, където остава до края на живота си. Съпругата му Неварте умира през 1952 година. Те имат 2 деца – син Нубар Гулбенкян и дъщеря Рита. Калуст Гулбенкян умира в Лисабон през 1955 г.
При неговата смърт имуществото му се оценява на стойност между 280 и 840 милиона щ. долара. Неизвестна част от него завещава на наследниците си, а с остатъка е основана Фондация Калуст Гулбенкян със седалище в Лисабон за възстановяване на катедралата в Ечмиадзин (днес Вагаршапат) в Армения. Фондацията съществува и в наши дни, като финансира благотворителни, образователни, научни и културни проекти и поддържа музея „Калуст Гулбенкян“, сред най-големите в Португалия.
Животът му е в основата на поредицата „Калуст Саркисян“ на писателя Жозе Родригеш душ Сантуш.